# Football Association of Wales
Football Association of Wales (wal. Cymdeithas Bêl-droed Cymru) – ogólnokrajowy związek sportowy, działający na terenie Walii, będący jedynym prawnym reprezentantem walijskiej piłki nożnej, zarówno mężczyzn, jak i kobiet, we wszystkich kategoriach wiekowych w kraju i za granicą. Został założony w 1876 roku; w 1910 przystąpił do FIFA i w 1954 roku do UEFA.